# Mont Brenin
Mont Brenin är en kulle i Schweiz. Den ligger i kantonen Neuchâtel, i den västra delen av landet, 60 km väster om huvudstaden Bern. Toppen på Mont Brenin är 1 276 meter över havet.